# Nowe Gajęcice
Nowe Gajęcice – kolonia w Polsce położona w województwie łódzkim, w powiecie pajęczańskim, w gminie Pajęczno.
W latach 1975–1998 miejscowość administracyjnie należała do województwa częstochowskiego.